# جورج پلانتاژنه، نخستین دوک کلارنس
جورج پلانتاژنه، نخستین دوک کلارنس (انگلیسی: George Plantagenet, 1st Duke of Clarence) او همچنین دارای عناوینی همچون نخستین ارل سالزبری و نخستین ارل واریک از ۲۱ اکتبر ۱۴۴۹ تا ۱۸ فوریه ۱۴۷۸ بود، جورج سومین فرزند بازمانده از ریچارد یورک، سومین دوک یورک و سیسیلی نویل، دوشس یورک بود، وی در عین حال برادر پادشاه انگلستان ادوارد چهارم و ریچارد سوم بود. جورج پلانتاژنه نقش بسیار مهمی را در مبارزات خاندانی میان جناح‌های رقیب از پلانتاژنه در جنگ‌های داخلی موسوم به جنگ رزها بر عهده داشت

## مرگ
در هنگام اعدام، به درخواست خودش، در یک بشکه شراب مالوازیایی غرق و خفه شد.

## نگارخانه

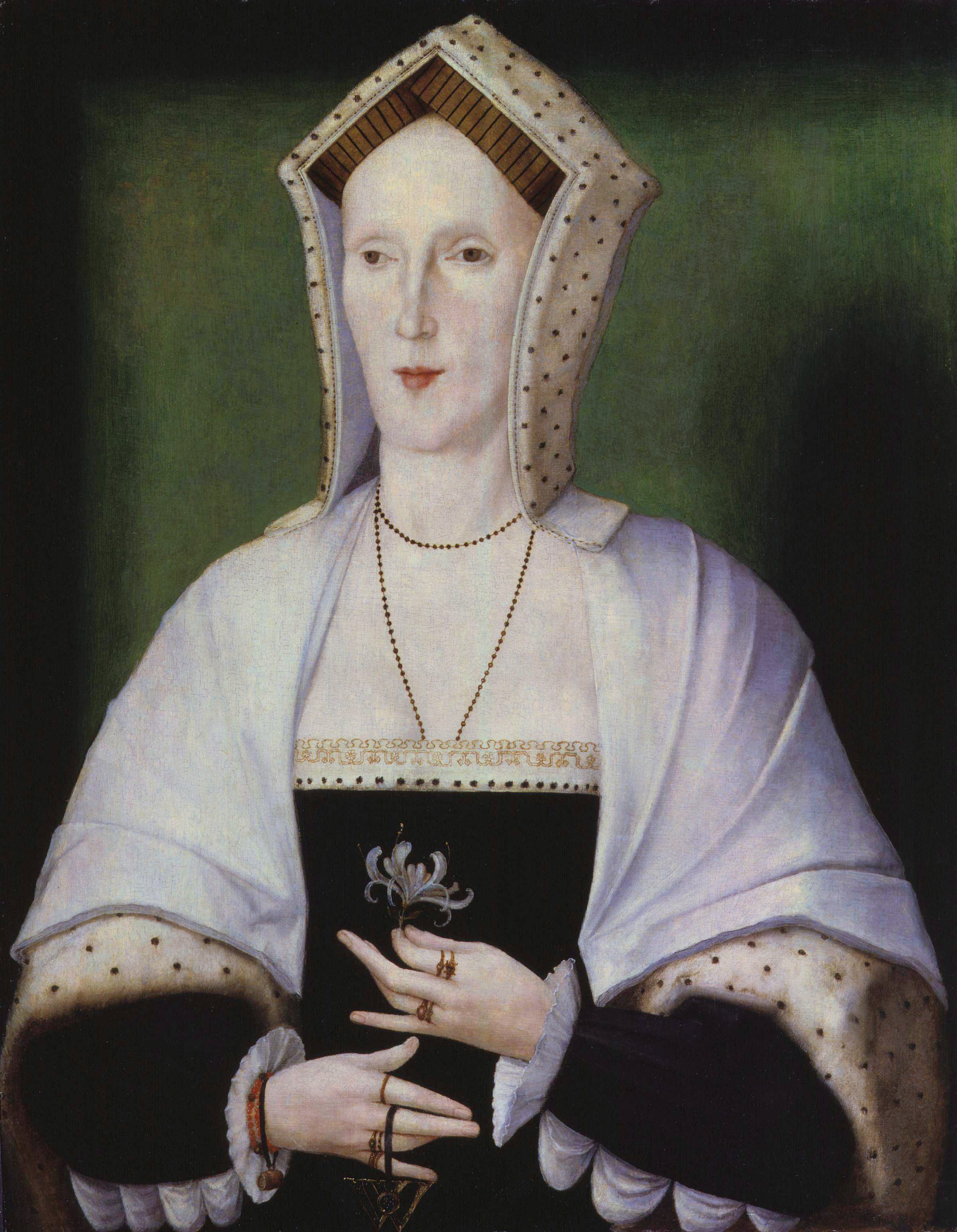

## زندگی
جورج در ۲۱ اکتبر سال ۱۴۴۹ در دوبلین متولد شد. درست در همان زمانی که پدرش، دوک یورک، هنری ششم را بر سر مسئله پادشاهی و تاج و تخت به چالش می‌کشید. پدرخواندهٔ وی جیمز فیتزجرالد، ششمین ارل دسموند بود.